# 3419 Guth
3419 Guth (1981 JZ) là một tiểu hành tinh nằm phía ngoài của vành đai chính được phát hiện ngày 8 tháng 5 năm 1981 bởi Ladislav Brožek ở Đài thiên văn Kleť. Nó được đặt theo tên nhà thiên văn học Séc Vladimír Guth.